# Cafiristão
Cafiristão ou Cafirstão (em pastó: کاپیرستان; em persa: کافرستان; lit.  "Terra dos Infiéis ") é uma região histórica que cobria a atual província de Nuristão no Afeganistão e seus arredores. Esta região histórica fica em, e compreende principalmente, as bacias dos rios Alingar, Pech (Kamah), rio Landai Sim e Kunar, e as cadeias de montanhas intermediárias. É delimitada pela cadeia principal do Indocuche ao norte, o distrito de Chitral do Paquistão a leste, o vale Kunar ao sul e o rio Alishang a oeste.
O Cafiristão recebeu o seu nome dos duradouros habitantes nuristaneses cafires (não muçulmanos) que seguiam uma forma distinta de hinduísmo antigo misturado com acréscimos desenvolvidos localmente; eles eram, portanto, conhecidos pela população muçulmana predominantemente sunita circundante como cafires, que significa "descrentes" ou "infiéis".  Eles estão intimamente relacionados aos calaxes, um povo independente com uma cultura, língua e religião distintas.
A área que se estende do moderno Nooristão até a Caxemira era conhecida como "Peristão", uma vasta área contendo uma série de culturas "Cafir" e línguas indo-europeias que se tornaram islamizadas ao longo de um longo período de tempo, o que eventualmente as levou a se tornarem muçulmanas sob as ordens do emir Abderramão Cã, que conquistou o território em 1895-96. A região era cercada anteriormente por Estados budistas que temporariamente trouxeram alfabetização e governo estatal para as montanhas; o declínio do budismo isolou fortemente a região. Foi cercada por Estados muçulmanos no século XVI.

## Etimologia
Cafiristão ou Cafirstão é normalmente entendido como "terra [-stan] dos cafires" na língua persa, onde o nome کافر kafir é derivado do árabe كافر kāfir, significando literalmente uma pessoa que se recusa a aceitar um princípio de qualquer natureza e figurativamente como uma pessoa que se recusa a aceitar o islamismo como sua fé; é comumente traduzido para o português como um "descrente". No entanto, a influência de nomes de distritos no Cafiristão de Katwar ou Kator e o nome étnico Kati também foi sugerida. O Cafiristão era habitado por pessoas que seguiam uma forma de paganismo antes de sua conversão ao islamismo em 1895-1896.

## Aparições na cultura
- Cafiristão é o cenário da maior parte da famosa novela de Rudyard Kipling de 1888, "O Homem Que Queria Ser Rei" (em inglês:  The Man Who Would Be King). Foi adaptada para o filme de 1975 de mesmo nome.
- O livro de 1958, A Short Walk in the Hindu Kush, do escritor de viagens inglês Eric Newby, descreve as aventuras dele e de Hugh Carless no Nuristão e sua tentativa de realizar o feito, até então sem precedentes, de escalar a montanha Mir Samir.
- O autor alemão Herbert Kranz escolheu o Cafiristão como cenário de seu romance de aventura de 1953, Nas Garras do Sem Nome: Aventuras nas Gargantas do Hindu Kush.
- A Viagem ao Cafiristão (em inglês:  The Journey to Kafiristan) é um filme alemão de Donatello Dubini e Fosco Dubini que narra uma viagem terrestre de Annemarie Schwarzenbach e Ella Maillart de Genebra a Cabul.
- Umberto Eco menciona o Cafiristão (como "Kefiristan") em "Como viajar com um salmão", onde um carregador falava um dialeto que foi ouvido pela última vez no Cafiristão na época de Alexandre, o Grande.
- Nile, uma banda americana de death metal, escreveu a música "Kafir" para seu álbum Those Whom the Gods Detest, que foi inspirado no Cafiristão.
- Nos romances baseados em Doom, escritos por Dafydd ab Hugh e Brad Linaweaver, e publicados entre junho de 1995 e janeiro de 1996, há um país chamado Kefiristan.
- O Cafiristão é o cenário do romance Stormswift de Madeleine Brent.
- Foi citado no episódio 4 da 5ª temporada da série de sucesso Hot in Cleveland como o destino onde o marido de Victoria, Emmett, está se escondendo.